# اسنوفلیک (آریزونا)
اسنوفلیک (به انگلیسی: Snowflake) شهری در شهرستان ناواجو ایالت آریزونا است که در سرشماری سال ۲۰۱۰ میلادی، ۵٬۵۹۰ نفر جمعیت داشته است. اسنوفلیک، به‌طور رسمی در تاریخ ۱۹۴۸ میلادی به‌عنوان یک شهر شناخته شد.